# Il diario di Jerry
Il diario di Jerry (Jerry's Diary) è un film del 1949 diretto da William Hanna e Joseph Barbera. È il quarantacinquesimo cortometraggio della serie Tom & Jerry ed è il primo flashback a racchiudere delle scene dai corti precedenti. Per i filmati di repertorio del cartone animato, uscito il 22 ottobre del 1949, parteciparono anche Jack Zander, Pete Burness e Ray Patterson; tuttavia non furono accreditati.

## Trama
Tom vuole acchiappare Jerry con una serie di trappole poste davanti alla sua tana, ma un programma radiofonico basato sull'affabilità lo convince ad essere gentile con lui per almeno una settimana. Il gatto decide così di mostrare al topo la sua cordialità portando per lui un mazzo di fiori, una torta e una scatola di pasticcini. Jerry però non è in casa e Tom inizia ad attendere il suo ritorno leggendo in segreto il suo diario, come prima cosa legge un ricordo tratto da Lo sport più distensivo del mondo mettendosi a ridere, tuttavia il suo divertimento finisce subito quando legge di quella volta che la pallina da golf colpita tornò indietro e gli ruppe i denti. Tom allora decide di calmarsi leggendo un altro ricordo tratto stavolta da Jerry nei guai, qui però legge di quella volta che Jerry gli diede un pugno sugli occhi facendolo urlare. Arrabbiato, Tom getta via il mazzo di fiori e cambia pagina, stavolta legge di quella volta in Solid Serenade dove Jerry mentre scappava da lui gli fece chiudere il collo nella finestra della cucina facendolo urlare. A quel punto Tom si infuria e butta via anche la scatola di pasticcini, ma quando sta per buttare via anche il diario decide di cambiare pagina ancora una volta. Questa volta legge un ricordo preso da Dichiarazione di guerra, più precisamente di quella volta in cui mentre combatteva con Jerry a colpi di fuochi d'artificio uno di essi gli è esploso addosso, mentre un altro ancora gli è esploso in faccia mentre aveva la testa dentro una teiera. E così Tom, dopo aver finito di leggere, strappa adirato le pagine del diario; poco dopo Jerry torna a casa. Tom vorrebbe dare una lezione al topo ma il programma radiofonico, prima di finire, gli ricorda di essere gentile con gli animali, così Tom butta la torta in faccia a Jerry che rimane ovviamente confuso.

## Edizione italiana
Il primo doppiaggio italiano si ritrova molto lontano dall'originale in quanto nella versione inglese il conduttore del programma radiofonico si rileva chiamarsi "lo zio Dudley", mentre nell'italiana non si comprende chi sia la voce alla radio nonostante si sappia che sia una donna per la voce prestata da Mirella Pace. Inoltre Tom viene doppiato da Franco Latini in lingua italiana quando legge, mentre in lingua inglese non parla lasciando alla vista dello spettatore solo le parole scritte sul diario. Il ridoppiaggio anni '90, effettuato da uno studio milanese per la collana di VHS Tom & Jerry: La sfida continua, si dimostra più fedele alla versione originale, poiché è stata restituita la voce maschile al conduttore radiofonico. Al contrario, i commenti sul diario vengono narrati in fuori campo da Jerry (doppiato da Aldo Stella).